# Nicki Collen
Pour les articles homonymes, voir Collen.
Nicki Collen née Nicki Taggart est une entraîneuse américaine de basket-ball née à Oakland.

## Biographie
Originaire de l'Indiana, sa famille déménage quand elle a dix ans à Platteville (Wisconsin) dans une maison avec une cour en ciment avec un panneau de basket-ball. L'université du Wisconsin à Platteville est renommée pour la réussite de Bo Ryan qui remporte quatre titres de Division III NCAA en 15 saisons (1991, 1995, 1998 et 1999) pour en faire de un des meilleurs programmes des années 1990.   
Elle joue en universitaires avec les Boilermakers de Purdue (Final Four en 1994 et Elite Eight en 1995) puis à la recherche de temps de jeu elle rejoint les Golden Eagles de Marquette, qu'elle mène à deux apparitions au tournoi final NCAA. En senior, en 1997, elle est la troisième meilleure passeuse de NCAA. Elle joue une année comme professionnelle au BCM Alexandros en Grèce puis se dirige vers le coaching.
Elle débute à Colorado State comme assistante de Tom Collen jusqu'à ce que leur relation prenne un tour plus personnelle. Cela amène Nikki Taggart à devenir assistante la saison suivante à Ball State (Indiana) avant d'épouser Collen.
Nommée assistante de son mari Tom Collen à Louisville en 2003, mais quand Tom est nommé entraîneur d'Arkansas en 2007, elle donne la priorité à l'éducation de leurs  trois enfants. Elle passe sept ans à Arkansas.
En 2014, elle est nommée assistante de Karl Smesko à Florida Gulf Coast : les Eagles compilent plusieurs saisons à 30 victoires ou plus dont un bilan 33-6 en 2016 et une invitation au WNIT. Après une saison comme assistante de Curt Miller en WNBA au Sun du Connecticut (21 victoires - 13 défaites), elle est engagée en octobre 2017 comme entraîneuse du Dream d'Atlanta — qui sort de sa plus mauvaise saison depuis 2008 —, pour la saison WNBA 2018.
Elle est nommée meilleure entraîneuse WNBA pour mois de juillet 2018 après avoir mené le Dream à 9 succès (dont 8 consécutifs, nouveau record de la franchise) en 11 rencontres pour arriver à un bilan de 16 succès pour 10 défaites et une seconde place au classement de la ligue. Elle est de nouveau distinguée en août, où le Dream obtient sept succès en huit rencontres pour sécuriser une seconde place en saison régulière malgré la blessure d'Angel McCoughtry. Elle est élue par ses pairs à la quai unanimité meilleure entraîneuse de la saison; le Dream affichant un bilan de 23 victoires pour 11 défaites, soit 11 succès de plus que la saison précédente et le meilleur bilan historique de la franchise surpassant les 20 succès de la saison 2011.
Le 3 mai 2021, Nicki Collen a été nommé entraîneur-chef de l'université Baylor. Elle a remplacé Kim Mulkey, qui est partie pour retourner dans son État d'origine, la Louisiane, en tant qu'entraîneur-chef à l'université d'État de Louisiane,.